# Чатгем (Вірджинія)
Чатгем (англ. Chatham) — місто (англ. town) в США, в окрузі Піттсильванія штату Вірджинія. Населення — 1232 особи (2020).

## Географія
Чатгем розташований за координатами 36°48′43″ пн. ш. 79°24′0″ зх. д. / 36.81194° пн. ш. 79.40000° зх. д. (36.811853, -79.400122).  За даними Бюро перепису населення США в 2010 році місто мало площу 5,26 км², з яких 5,26 км² — суходіл та 0,01 км² — водойми.

## Демографія
Згідно з переписом 2010 року, у місті мешкало 1269 осіб у 512 домогосподарствах у складі 306 родин. Густота населення становила 241 особа/км².  Було 619 помешкань (118/км²).
Расовий склад населення:
| - 73,4 % — білих - 23,2 % — чорних або афроамериканців - 0,2 % — азіатів - 0,1 % — корінних американців - 1,8 % — осіб інших рас |

До двох чи більше рас належало 1,3 %. Частка іспаномовних становила 2,8 % від усіх жителів.
За віковим діапазоном населення розподілялося таким чином: 17,1 % — особи молодші 18 років, 57,7 % — особи у віці 18—64 років, 25,2 % — особи у віці 65 років та старші. Медіана віку мешканця становила 47,6 року. На 100 осіб жіночої статі у місті припадало 106,3 чоловіків;  на 100 жінок у віці від 18 років та старших — 100,0 чоловіків також старших 18 років.
Середній дохід на одне домашнє господарство  становив 58 653 долари США (медіана — 41 731), а середній дохід на одну сім'ю — 71 275 доларів (медіана — 57 500). Медіана доходів становила 48 646 доларів для чоловіків та 38 625 доларів для жінок. За межею бідності перебувало 10,2 % осіб, у тому числі 6,5 % дітей у віці до 18 років та 10,6 % осіб у віці 65 років та старших.
Цивільне працевлаштоване населення становило 427 осіб. Основні галузі зайнятості: освіта, охорона здоров'я та соціальна допомога — 29,7 %, мистецтво, розваги та відпочинок — 10,8 %, роздрібна торгівля — 9,1 %, публічна адміністрація — 9,1 %.